# Basiliscus basiliscus
Pour les articles homonymes, voir Basilic.
Espèce
Synonymes
- Lacerta basiliscus Linnaeus, 1758
- Basiliscus americanus Laurenti, 1768
- Basiliscus mitratus Daudin, 1802
- Ophryessa bilineata Gray, 1839
- Lophosaura goodridgii Gray, 1852
- Basiliscus guttulatus Cope, 1876
- Basiliscus barbouri Ruthven, 1914

Basiliscus basiliscus, le Basilic commun, est une espèce de sauriens de la famille des Corytophanidae.

## Répartition
C'est l'espèce de grand lézard qui se rencontre le plus souvent au Costa Rica. Il se rencontre également au Nicaragua, au Panama, en Colombie, dans le nord-ouest de l'Équateur et au Venezuela.

## Description

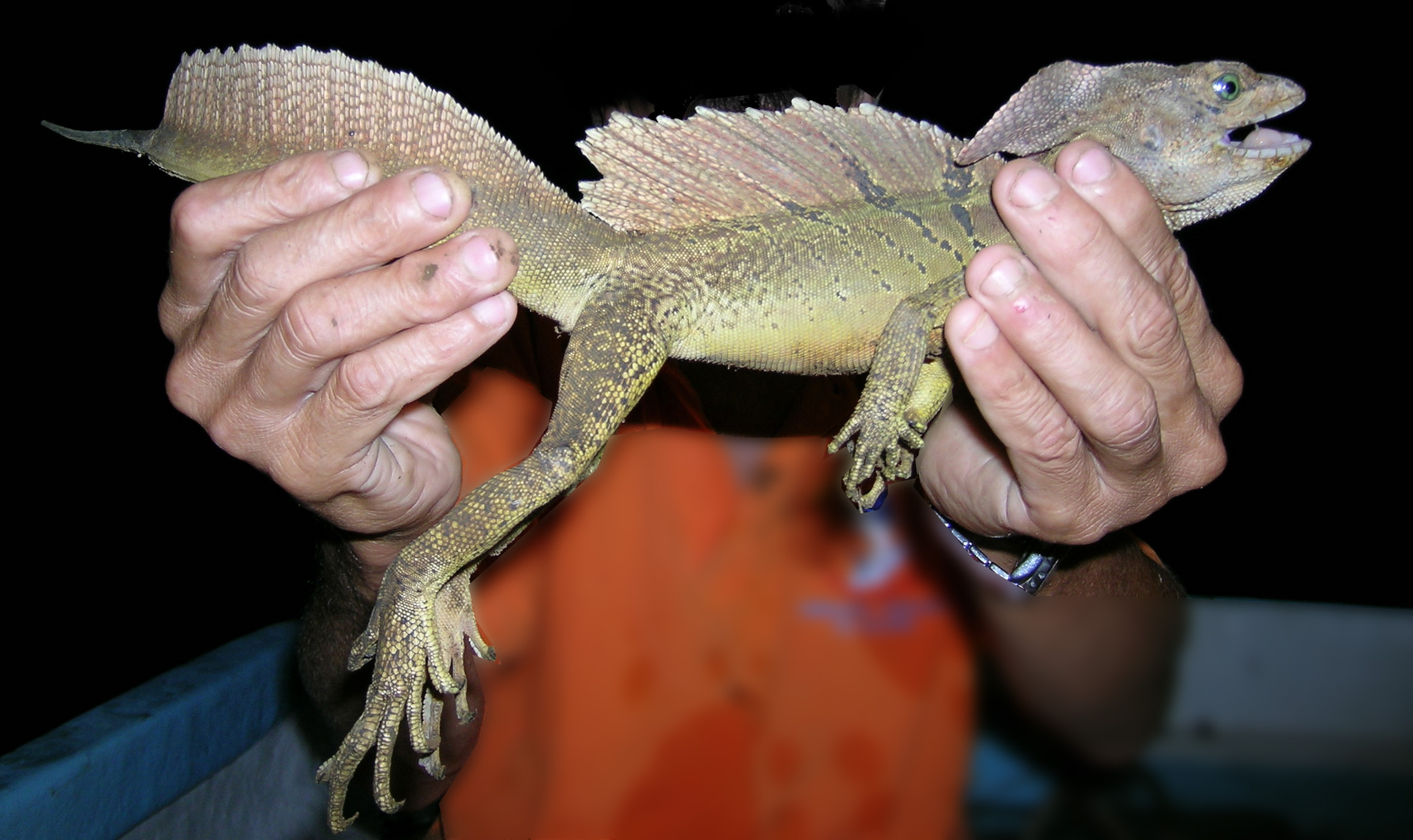
Basiliscus basiliscus

C'est un reptile terrestre marron-vert, parfois tirant sur le brun-orange, avec des bandes transversales plus ou moins marquées, ainsi qu'une fine bande latérale claire sur la première moitié du corps. Il a une longue queue, des pattes aux grands doigts (surtout les pattes arrière) et une tête assez développée. Les mâles adultes présentent une crête rigide sur et sous la tête, ainsi qu'une crête plus souple sur tout le dos et une partie de la queue. C'est une des rares espèces parthénogénique de cette famille et même de cet infra-ordre.

### Taille
Il peut mesurer jusqu'à 90 cm (longueur totale).

## Alimentation
Le basilic commun est omnivore, mais préférant les proies animales. Il se nourrit principalement d'arthropodes, de lézards, de serpents, d'oiseaux et de poissons. Il se nourrit aussi de fleurs et de fruits. Les juvéniles sont plus insectivores que les adultes.

## Liste des sous-espèces
Selon The Reptile Database (15 juillet 2012) :
- Basiliscus basiliscus barbouri Ruthven, 1914 de Colombie
- Basiliscus basiliscus basiliscus (Linnaeus, 1758)

## Étymologie
La sous-espèce Basiliscus basiliscus barbouri est nommée en l'honneur de l'herpétologiste et ornithologue américain Thomas Barbour (1884-1946).

## Courir sur l'eau
Le basilic commun, ainsi que d'autres membres de son genre, est capable de courir à travers l'eau sur une courte distance, tout en gardant la plupart de son corps hors de l'eau.

## Publications originales
- Linnaeus, 1758 : Systema naturae per regna tria naturae, secundum classes, ordines, genera, species, cum characteribus, differentiis, synonymis, locis, ed. 10 (texte intégral).
- Ruthven, 1914 : Description of a new species of Basiliscus from the region of the Sierra Nevada de Santa Marta, Colombia. Proceedings of the Biological Society of Washington, vol. 27, p. 9-12 (texte intégral)